# Julia Zejn
Julia Zejn (* 1985) ist eine deutsche Comiczeichnerin, -autorin und Illustratorin.

## Werdegang
Zejn studierte an der Hochschule Niederrhein in Krefeld, Abteilung designkrefeld, Kommunikationsdesign mit Schwerpunkt Illustration und Animation. Ihre Masterarbeit, der Film Norden, datiert von 2013. Seit 2013 arbeitet sie freiberuflich als Illustratorin, unter anderem für fünf Theaterproduktionen des Kollektivs sputnic, die etwa am Theater Bremen (Moks) oder am Theater Dortmund zu sehen waren.
Parallel widmete Zejn sich immer stärker dem Zeichnen von Comics. Ihre erste Einzelveröffentlichung, die drei fiktive Frauenbiographien aus drei Generationen erzählt, erschien 2018 im avant-verlag. Ihren Zeichenstil für dieses Buch bezeichnete Julia Zejn als „sehr analog“, die Illustrationen habe sie „mit Bleistift auf Papier gezeichnet und digital nur ganz wenig nachgearbeitet“. „Dass 'Drei Wege' ein Debüt ist, glaubt kein Mensch. Ist aber so“, hieß es in der taz, und weiter: „Die geschickt in drei Erzählungen platzierten Parallelen verengen nichts, sondern deuten im Gegenteil über das Buch hinaus: auf das, was diese Gesellschaft immer noch an Zumutungen bereit hält“. An anderer Stelle wurde auf die „visuelle Komposition“ des Albums hingewiesen: „Das dreifarbige Konzept – jede Erzählebene ist in einem anderen Farbton gehalten – ordnet die unterschiedlichen Handlungsstränge. Zejns unaufgeregte und bildlastige Inszenierung wirkt kraftvoll und ausdrucksstark.“ Inhaltlich wurde im selben Beitrag angemerkt, die Graphic Novel lade „zu einer – wenn auch nicht allzu kritischen – Reflexion der heutigen Gesellschaft ein“. In der PAGE wurde die Graphic Novel auf der Bestenliste geführt, ebenso war sie beim Deutschlandfunk auf Platz 2 der Rangliste der 20 besten Comics aus 2018 platziert sowie unter den sieben besten Jugendbüchern. „Warum feministische Comics einen Nerv treffen“ hieß der Artikel im Onlinemagazin Republik, in welchem Karin Cerny Arbeiten verschiedener Künstlerinnen behandelte und das „literarische“ Album Drei Wege so charakterisierte: „Im Zentrum stehen drei Frauenschicksale, die ein Jahrhundert abdecken, vom Dienstmädchen über eine Arbeiterin in den 1968er-Jahren bis zur zeitgenössischen Studentin, die in Berlin lebt. Alle drei sind gefangen in Strukturen, die ihnen nicht erlauben, ihr Leben so zu führen, wie sie es gerne führen würden.“
2021 folgte der Band Andere Umstände. Die „Großstadtromanze“ zeige „einen Schwangerschaftsabbruch als eine wohl überlegte und private Entscheidung einer erwachsenen Frau“, befand Kristine Hartauer auf SWR2. Im Entstehungsprozess dieser Arbeit habe die Autorin „ungefähr 20 Frauen befragt“. Basierend auf Gesprächen mit Betroffenen sei Zejn „eine inhaltlich sehr realistische, ernsthafte Darstellung“ gelungen, hieß es im Missy Magazine. „Das Unspektakuläre dieses großen Dramas“ gebe die Zeichnerin „in ruhigen Buntstiftbildern wieder, oft in minutiösen Momentaufnahmen des Alltags, ohne Worte, fast filmisch“. Rezensentin Imke Staats weist weiter auf „sehr schöne poetische Bilder und Ideen“ hin und konkretisiert zum Beispiel „die Übersetzung von Technomusik als Kringelform“. Auch Sophia Zessnik arbeitet in ihrer Besprechung in der taz die zeichnerische Umsetzung der Geschichte heraus: „Unaufgeregt“ führe Zejn durch die Beziehung des Paares und illustriere sie „mit sanften Bleistiftstrichen“. Der Stil wirke auf den ersten Blick simpel, schaffe es jedoch, Gedanke und Gefühle der Protagonisten eindrücklich darzustellen: „Oft verändern sich nur die Augenbrauen, verziehen sich die Münder zu Strichen, und trotzdem wird deutlich, was den jeweiligen Charakter gerade bewegt.“ Auf die visuelle Struktur des Bandes geht Lara Keilbart im Tagesspiegel ein, wenn sie beobachtet, dass „im klassischen Neun-Panel-Raster und wenigen Varianten davon [...] laute wie leise Momente der Geschichte einen stabilen Rahmen“ finden. Was die teilweise „schroffen Zeichnungen“ anbelangt, formuliert die Rezensentin: „Das Leben ist eben nicht so klinisch sauber wie die Ligne claire“, wobei sie betont, dass Zejn nichts „ins unverständlich Chaotische abdriften“ lasse. Ihr Fazit: „Feministisch im Kern, persönlich und zugänglich in der Präsentation: Ein wichtiger, starker und brandaktueller Comic.“ Im letzten Quartal des Erscheinungsjahres fand das Album Aufnahme unter die nach Auffassung der Kritiker „Top-10-Titel“: Julia Zejns „bewusst unspektakuläre Erzählweise“ verschaffe dem Band „eine Eindringlichkeit, die das Geschehen bis hin zur Abtreibung besonders nachvollziehbar macht“.
Zejn präsentierte Arbeiten beim Festival Lyon BD (2018) in Lyon sowie in der Ausstellung UNVERÖFFENTLICHT – Die Comicszene packt aus! Strips and Stories – von Wilhelm Busch bis Flix in der Ludwiggalerie Schloss Oberhausen.
Auf die Frage, welche Themen ihr besonders am Herzen liegen, antwortete sie in einem Interview: „Emanzipation in verschiedenen Bereichen, sei es als Frau, von der Familie, von der Schicht, in der man aufwächst, und von gesellschaftlichen Normen.“
Sie lebt mit ihrer Familie in Leipzig. Dort sucht sie oft den Botanischen Garten auf, um zu zeichnen.

## Veröffentlichungen
- Drei Wege. Avant-verlag, Berlin, 2018, ISBN 978-3-945034-99-6
- Andere Umstände. Avant-verlag, Berlin, 2021, ISBN 978-3-96445-064-7

## Ausstellungsbeteiligungen
- 2018: 1918–2018. Regards croisés, im Rahmen des Festivals Lyon BD
- 2021: UNVERÖFFENTLICHT – Die Comicszene packt aus! Strips and Stories – von Wilhelm Busch bis Flix, Ludwiggalerie Schloss Oberhausen (bis 16. Januar 2022)

## Auszeichnungen
Im September 2023 wurde Bisher kein Tiger in Sicht als „Bester narrativer Kurz-Comic“ mit einem GINCO Award ausgezeichnet.